# Wendlandia brachyantha
Wendlandia brachyantha là một loài thực vật có hoa trong họ Thiến thảo. Loài này được Merr. miêu tả khoa học đầu tiên năm 1906.